# The Soundlovers
The Soundlovers ist ein Dance-Act, dessen Karriere in Deutschland startete. Nach der ersten Single „Run a Way“ (1996) konnten Erfolge vor allem in Italien gefeiert werden.
Die Gruppe setzte sich aus den Sängern Nathalie Aarts, David „German“ Leguizamon und Kim Gallina, sowie den drei bekannten italienischen Produzenten Maurizio Molella (DJ Molella), Gianni Fontana und Roby Santini zusammen. Während die Gruppe nach außen hin als Gesangsduo in Erscheinung trat, blieben die Produzenten stets im Hintergrund. Nach dem Ausstieg von German Leguizamon bildet nur noch Nathalie Aarts das Gesicht der Gruppe.

## Geschichte
Sängerin Nathalie Aarts, (* 6. November 1969 in Breda, Niederlande), ging zunächst nach Italien, um dort eine musikalische Karrierelaufbahn einzuschlagen. Bereits vor den musikalischen Aktivitäten mit The Soundlovers hatte sie mit verschiedenen Künstlern an unterschiedlichen musikalischen Projekten zusammen gearbeitet. Ferner hatte sie an der School of Civic Jazz (Enrico Intra und Franco Cerri) studiert.
Nach dem Zusammentreffen der Gruppe kam es 1996 zur ersten Singleveröffentlichung „Run A Way“ und stieg in Deutschland und in der Schweiz in die Charts ein. Auch die zweite Single „People“ konnte sich im Frühjahr 1997 in den europäischen Charts platzieren. Wenig später erschien auch das erste Album und wurde nach der erfolgreichen Vorgängersingle “People” betitelt. Auch die darauffolgende Single „Surrender“ lief in europäischen Clubs gut an und konnte sich 4 Wochen lang auf Platz 1 der italienischen Tanz-Charts platzieren. Über 2 Monate lang hielt sich die Single in den Top 10 der allgemeinen italienischen Verkaufscharts.
Die männlichen Gesangsparts stammten hauptsächlich von German Le Guizamon (eigentlich David Leguizamon, *15. Dezember 1970 in Buenos Aires, Argentinien), wobei zunächst hauptsächlich Kim Gallina in Erscheinung trat, der jedoch stimmlich wesentlich seltener zu hören war, aber durchaus Gesangsparts innehatte. Kim Gallina verstarb 1999 im Alter von nur 26 Jahren. Seitdem trat Nathalie Aarts mit German Leguizamon als Gesangsduo auf.
Anfang 2001 gelang mit „Walking“ ein weiteres Mal der Einstieg in die italienischen Dance-Charts. „Walking“ war auch die erste Single der Gruppe die in den Vereinigten Staaten veröffentlicht wurde.
„People 2002“ sollte die nächste Single der Soundlovers sein. Tatsächlich ist es ein Titel namens „Flow“, der hier neuveröffentlicht wurde. „We Wanna Party“ sollte die letzte Single mit der Originalstimme des deutschen, argentinisch stämmigen Sängers David Leguizamon sein, dessen Vertrag im folgenden Jahr auslief. Im nächsten Jahr erschien mit “96-03” ein Best-of-Album.
2004 erschien die Single „Shake Your Ass“ in Zusammenarbeit mit Efisio Sergi. Im selben Jahr veröffentlichten die Soundlovers ihr drittes Album „Club Stars 2004“. 2006 wurde mit 96-06 (the 10th Anniversary) zum 10-jährigem Bestehen der Gruppe eine Adaption des ersten Best Of Albums veröffentlicht.
2007 erschien eine Coverversion des von den Pet Shop Boys geschriebenen 80er Jahre Hits „I'm Not Scared“, mit dem die Band Eighth Wonders im Jahr 1988 einst ihren größten Erfolg feiern konnte. Ebenfalls 2007 erschien dagegen von Alex C. und Y-ass eine abgewandelte Coverversion des Liedes „Run a Way“ mit dem deutschen Titel „Du hast den schönsten Arsch der Welt“ und erreichte im November 2007 für eine Woche in Deutschland und für zwei Wochen in Österreich den ersten Platz der Singlecharts. Von den Soundlovers erschien dagegen mit „Run a Way 2008“ ein Remix ihres Hits. Es folgte mit „My Body my Soul“ noch eine weitere Single, bevor es zunächst still um die Gruppe wurde.
2013 wurde von „Surrender“ und „Run a Way“ ein mit dem Suffix 2k13 versehener Remix veröffentlicht. Als neuer Titel erschien im selben Jahr „Be My Man“ als Singledownload.

## Diskografie

### Alben
- 1997: People – The Album
- 2003: 96-03 – The Album (Best Of)
- 2004: Club Stars 2004
- 2006: 96-06 (The 10th Anniversary)

### Singles
| Jahr | Titel Album                           | Höchstplatzierung, Gesamtwochen, AuszeichnungChartplatzierungen (Jahr, Titel, Album, Platzierungen, Wochen, Auszeichnungen, Anmerkungen) | Höchstplatzierung, Gesamtwochen, AuszeichnungChartplatzierungen (Jahr, Titel, Album, Platzierungen, Wochen, Auszeichnungen, Anmerkungen) | Höchstplatzierung, Gesamtwochen, AuszeichnungChartplatzierungen (Jahr, Titel, Album, Platzierungen, Wochen, Auszeichnungen, Anmerkungen) | Höchstplatzierung, Gesamtwochen, AuszeichnungChartplatzierungen (Jahr, Titel, Album, Platzierungen, Wochen, Auszeichnungen, Anmerkungen) | Anmerkungen                                          |
| Jahr | Titel Album                           | DE | AT | CH | IT | Anmerkungen                                          |
| ---- | ------------------------------------- | --- | --- | --- | --- | ---------------------------------------------------- |
| 1996 | Run a Way People – The Album          | DE14 (16 Wo.)DE | — | CH35 (4 Wo.)CH | — |                                                      |
| 1997 | People People – The Album             | DE50 (5 Wo.)DE | — | — | — | Platz 21 (2 Wochen) in den italienischen M&D-Charts  |
| 1998 | Surrender 96-03 – The Album           | — | AT21 (9 Wo.)AT | — | — | Platz 8 (13 Wochen) in den italienischen M&D-Charts  |
| 1999 | Mirando el mar 96-03 – The Album      | — | — | — | — | Platz 21 (6 Wochen) in den italienischen M&D-Charts  |
| 1999 | Walking 96-03 – The Album             | — | — | — | — | Platz 11 (14 Wochen) in den italienischen M&D-Charts |
| 2000 | Wonderful Life 96-03 – The Album      | — | — | — | IT24 (2 Wo.)IT |                                                      |
| 2001 | Living in Your Head 96-03 – The Album | — | — | — | IT40 (1 Wo.)IT |                                                      |
| 2001 | Abracadabra 96-03 – The Album         | — | — | — | — | Platz 39 (5 Wochen) in den italienischen M&D-Charts  |
| 2002 | Flow 96-03 – The Album                | — | — | — | — | Platz 39 (1 Woche) in den italienischen M&D-Charts   |

### Weitere Singles
- 1997: Another Day
- 2002: We Wanna Party
- 2003: All Day All Night[1]
- 2003: Hyperfolk
- 2004: Shake Your Ass
- 2007: I'm Not Scared / Can't Stop Dancing
- 2007: Run a Way 2007
- 2008: My Body And Soul
- 2013: Surrender 2K13
- 2013: Run a Way 2K13
- 2013: Be My Man (5 mp3-Files)
- 2021: Sean Finn & The Soundlovers : Run a Way (Flip Capella Remix / Club Mix)